# David Korten

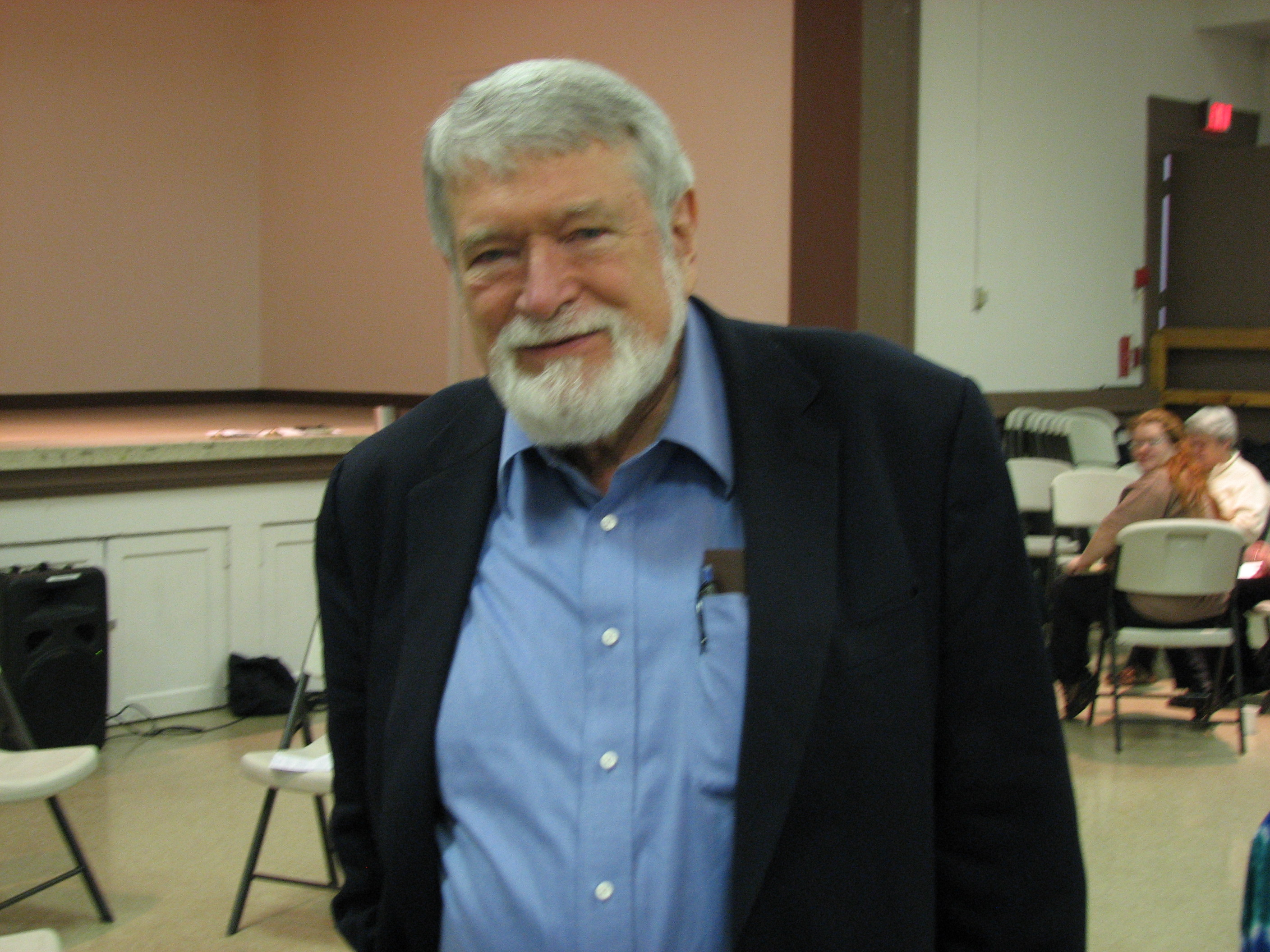
David Korten

David C. Korten (* 1937 in Longview, Washington) ist ein amerikanischer Autor und Globalisierungskritiker.
Korten schloss 1955 an Longview’s R. A. Long high school ab. Korten erhielt den M.B.A. und Ph.D. der Stanford University Graduate School of Business. Im Vietnam-Krieg diente er als Hauptmann bei der U.S. Air Force. Nach dem Krieg war er als Professor an der Harvard University tätig. Später arbeitete er mehrere Jahre für die US-Entwicklungshilfe in Asien. 1990 gründete er zusammen mit anderen das People-Centered Development Forum und wurde dessen Präsident.
Korten benutzt zwei Modelle um das Verhältnis des Menschen zur Erde zu beschreiben, das „Cowboy“- und das „Raumschiff“-Modell. Dem „Cowboy“-Modell nach betrachten die meisten Menschen die Erde als ein unerschöpfliches Reservoir an Rohstoffen um die menschliche Spezies zu versorgen und dass diese Ressourcen stetig erneuert werden.
In Wirklichkeit ähnelt die Erde laut Korten mehr einem „Raumschiff“, in dem die Ressourcen weitaus stärker begrenzt sind und in der sich der Mensch fortlaufend bemühen muss, diese aktiv zu erneuern und zu erhalten.

## Werke
- Agenda for a new Economy – From Phantom Wealth to Real Wealth. Berrett-Koehler, San Francisco, Calif. 2009, ISBN 978-1-60509-289-8
- The Great Turning: From Empire to Earth Community. Mcgraw-Hill 2006, ISBN 978-1-887208-07-9
- The post-corporate world. Life after capitalism. Berrett-Koehler, San Francisco, Calif. 1999, ISBN 1-57675-051-5
- When corporations rule the world. (1. Aufl. 1995), 2. Aufl. Berrett-Koehler, San Francisco, California 2. Aufl. 2001, ISBN 1-887208-04-6
- Getting to the 21st century. Voluntary action and the global agenda. Kumarian Press, West Hartford, Conn., 1990, ISBN 0-931816-84-X

- Das Scheitern von Bretton Woods. In: Jerry Mander u. a. (Hrsg.): Schwarzbuch Globalisierung. Riemann, München 2002, S. 58–72, ISBN 3-570-50025-X